# Такума Сато
Такума Сато (јап. 佐藤琢磨; Токио, 28. јануар 1977) је јапански возач који вози за тим Рахал Летерман Лениган Рејсинг у ИндиКар серији. Сато се од 2010. надмеће у овом такмичењу и возио је за екипе КБ, Фојт и Андрети.
У периоду од 2002. до 2008. Сато се такмичио у оквиру Формуле 1, возећи за тимове Џордан, БАР и Супер Агури, тим који је напустио након завршетка сезоне 2008.

## Каријера у Формули 1

### Џордан
На почетку сезоне 2002. Такума Сато постаје члан тима Џордан Ф1 у којем је возио заједно са Ђанкарлом Физикелом. Сато је показивао одличну брзину иако га је пратила репутација возача који изазива удесе. На ВН Аустрије доживео је тежак удес када је Ник Хајдфелд изгубио контролу над својим возилом и ударио у Такуму коме су ноге после удеса остале заглављене у кокпиту. Међутим све се завршило добро по њега и он се убрзо вратио такмичењу. На последњој трци сезоне ВН Јапана, Сато осваја своја прва два бода у каријери. Сезону је завршио на 15. месту са 2 поена, пет мање од свог тимског колеге.

### БАР
Од 2003. Сато постаје члан БАР Хонда тима. У својој првој сезони био је тест-возач, али је ипак возио један гран при на коме је заменио Жака Вилнева и заузео 6. место. У 2004. Такума вози све трке у сезони. Чак је на ВН Јапана био трећи, што је био први подијум за јапанског возача још од 1990. када је Агури Сузуки, власник његовог будућег тима Супер Агурија, био на подијуму. На Великој награди Европе Сато осваја друго место у квалификацијама иза Михаела Шумахера. Ипак сезона није била баш најбоља по њега пошто је често долазило до квара Хондиног мотора. Његов тимски колега Џенсон Батон је једном приликом рекао да су кварови били узроковани Сатоовим агресивним стилом вожње. Сезону је завршио на 8. месту са 34 бода. Сато је у сезони 2005. возио у истом тиму као и претходне две. У овој сезони је пропустио само једну трку (ВН Малезије) због прехладе. На крају сезоне имао је само 1 освојен бод.

### Супер Агури
Након распада БАР Хонде Такума Сато 2006. године прелази у нови Хондин тим Супер Агури Ф1. У својој првој сезони одвозио је 18 трка и није освојио ниједан бод. После најлошије сезоне у Формули 1, следећу сезону завршава на 17. месту са 4 освојена бода. У сезони 2008. вози само четири трке и не успева да освоји ниједан бод.